# Anton Magnus Dorn
Anton Magnus Dorn (* 24. Mai 1940) ist ein deutscher Journalist und Journalismuslehrer.

## Leben
Zunächst schloss Anton Magnus Dorn zwei Berufsausbildungen als Kaufmann und Polizeibeamter ab. Er holte das Abitur am Abendgymnasium in Neuß/Rhein nach und studierte Theologie, Germanistik und Politologie in Tübingen. Promoviert wurde er mit einer theologischen Arbeit über Max Brod. Seine journalistische Ausbildung erhielt er am Institut zur Förderung publizistischen Nachwuchses (ifp). Dort wirkte er 27 Jahre als Studienleiter in der Aus- und Weiterbildung von Journalisten.
Dorn ist Mitgründer und Ehrenvorsitzender von TOP: Talente e.V., einer Akademie für Film- und Fernsehdramaturgie, Kunst, KI und Medien.

## Veröffentlichungen
- 1996 erschien das von ihm und Gerhard Eberts verfasste „Redaktionshandbuch Katholische Kirche“ in der von Walther von La Roche herausgegebenen Reihe „Journalistische Praxis“.
- Schuld, was ist das? Donauwörth (Auer) 1976
- Leiden als Gottesproblem, Freiburg im Breisgau (Herder) 1981
- Journalistische Aus- und Fortbildung der katholischen Kirche in der Bundesrepublik Deutschland. In: Communicatio Socialis. 18. Jahrgang, Heft 1/1985, S. 46–52
- Das glaub ich! Was glaubst du? Ein Inspirations- und Eintragebuch zum Glauben / herausgegeben mit Ulrich Fischer; Illustrationen von Christoph Mett, Freiburg im Breisgau (Herder) 2022

## Mitgliedschaften und Auszeichnungen
Anton Magnus Dorn ist Mitglied der Gesellschaft Katholischer Publizistinnen und Publizisten Deutschlands.
2012 wurde er mit dem Verdienstkreuz am Bande der Bundesrepublik Deutschland ausgezeichnet. Staatsminister Thomas Kreuzer überreichte es ihm in einer Versammlung des MedienCampus Bayern in München.